# Lófélék
A lófélék (Equidae) a páratlanujjú patások rendjének egy családja. Egy nem és kilenc recens faj tartozik a családba.
A lófélék hímjét, nőstényét, illetve kicsinyét a csődör, kanca és csikó szavakkal jelöljük.

## Rendszerezés
A család az alábbi nemet, alnemeket és fajokat foglalja magában.
- Equus (Linnaeus, 1758) – 9 faj
  - Equus alnem
    - Ló (Equus ferus)
      - †Tarpán (Equus ferus ferus)
      - Przsevalszkij-ló vagy ázsiai vadló (Equus ferus przewalskii)
      - Házi ló (Equus ferus caballus), számos fajta

  - Asinus alnem
    - Afrikai vadszamár (Equus africanus)
      - Núbiai vadszamár (Equus africanus africanus)
      - Szomáliai vadszamár (Equus africanus somalicus)
      - †Atlasz vadszamár (Equus africanus atlanticus)
      - Házi szamár (Equus africanus asinus)

    - Ázsiai vadszamár vagy félszamár (Equus hemionus)
      - Mongol kulán (Equus hemionus hemionus)
      - Türkmén kulán (Equus hemionus kulan)
      - Perzsa onager (Equus hemionus onager)
      - Indiai vadszamár (Equus hemionus khur)
      - †Szír vadszamár (Equus hemionus hemippus)
      - †Európai vadszamár (Equus hemionus hydruntinus)

    - Kiang (Equus kiang)

  - Dolichohippus alnem
    - Grévy-zebra (Equus grevyi)
    - †Equus simplicidens

  - Hippotigris alnem
    - Alföldi zebra (Equus quagga)
      - Kvagga (Equus quagga quagga)

    - Hegyi zebra (Equus zebra)
      - Hartmann-hegyizebra (Equus zebra hartmannae)